# Tipula (Lunatipula) russula
Tipula (Lunatipula) russula is een tweevleugelige uit de familie langpootmuggen (Tipulidae). De soort komt voor in het Palearctisch gebied.